# Panama (хеш-функция)
Panama — криптографический примитив, который может быть использован либо в виде криптографической хеш-функции, либо как потоковый шифр. Был разработан в 1998 году Йоаном Дайменом и Крейгом Клепом для повышения эффективности в программном обеспечении для 32-битных архитектур. Является одним из прародителей алгоритма хеширования «Keccak», ставшим победителем конкурса криптографических примитивов от Национального института стандартов и технологий США. Во многом основывается на StepRightUp потоковом хеш-модуле.

## Особенности
По утверждениям разработчиков, «Panama» на момент разработки имела высокий уровень безопасности, однако это достигалось ценой огромной вычислительной нагрузки. Поэтому, как выяснилось, «Panama» как хеш-функция оказалась менее подходящей для хеширования сообщений, нежели её соперники. Если говорить о «Panama» как о потоковом шифре, то отличительной особенностью его применения оказалось долгая процедура инициализации. Поэтому, применяя его в задачах, требующих высоких скоростей, необходимо предоставить все условия, которые будут направлены на уменьшение количества разсинхронизаций.
Предполагалось, что «Panama» будет применяться в шифровании или дешифровании видео для доступа к некоторым приложениям, в частности, «pay-TV». Логика разработчиков заключалась в том, что приставки и цифровые телевизоры будут применять высокоскоростные процессоры, и «Panama» при дешифровании не будет слишком сильно загружать эти процессоры.

## Структура
«Panama» основана на машине с конечными состояниями, состоящей из двух больших блоков: 544 бита состояний и 8192-битовый буфер, работающий по принципу регистра сдвига с обратной связью. Обратная связь обеспечивает то, что входные биты после входа проходят через несколько итераций, что, в свою очередь, обеспечивает побитовую диффузию. Надо сказать, что подобный буфер применяется в функции сжатия SHA. Объектом работы «Panama» является 32-битовое слово и состояние состоит из 17 таких слов, в то время как буфер имеет 32 ячейки, в каждой из которых лежит по 8 таких слов.

## Операции
«Panama» может обновлять буфер и состояния, выполняя итерации. И для итерационной функции реализовано три режима: «Reset», «Push» и «Pull». В режиме «Push» машина получает некоторые входные данные, но ничего не выдает на выход. В режиме «Pull», наоборот, формируются выходные данные, но ничего не принимается на вход. Также «пустая Pull-итерация» означает, что выходные данные при этой итерации удаляются. При режиме «Reset» состояние и буфер сбрасываются в ноль.
Изменение состояния характеризуется высокой диффузией и распределенной нелинейностью. Это означает, что для того, чтобы достичь хорошего рассеивания, достаточно небольшого числа итераций. Это осуществляется при помощи 4 блоков, каждый из которых решает свою собственную задачу.
- Первый решает задачу нелинейности.
- Второй обеспечивает побитовую дисперсию.
- Третий создает побитовую диффузию.
- Четвёртый вводит буфер и входные данные.[10]

Если рассмотреть «Panama» как хеш-функцию, то алгоритм её работы следующий. Изначально хеш-функция принимает все блоки сообщений. После этого проводится ещё несколько «Push»-итераций, что позволяет последним принятым блокам сообщений быть рассеянными внутри буфера и состояния. После этого производится последняя «Pull»-итерация, что позволяет получить итог хеширования. Схема потокового шифрования инициализируется следующим образом: сначала проходит две «Push»-итерации для получения ключа и параметра диверсификации. После этого происходит некоторое количество «Pull»-итераций для того, чтобы рассеять ключ и параметр внутри буфера и состояний. На этом инициализация заканчивается и «Panama» готова к созданию битов выходной последовательности, выполняя «Pull»-итерации.

## Принцип работы
Можно обозначить состояние как {\displaystyle A}, а 17 слов, которые определяют состояния, обозначить как {\displaystyle a0...a16}. Буфер обозначается как {\displaystyle B}, {\displaystyle j}-я его ячейка — как {\displaystyle b^{j}}, а одно из слов, лежащих внутри этой ячейки, — как {\displaystyle b_{i}^{j}}. Изначально и состояние, и буфер заполнены только нулями. При режиме «Push» «Panama» получает на вход некоторое 8-битовое слово, в режиме «Pull» на выход формируется 8-битовое слово.
Если обозначить функцию, которая обновляет буфер, как {\displaystyle \lambda }, то, если принять, что {\displaystyle d=\lambda (b)}, можно получить следующие правила обновления буфера:
{\displaystyle d^{j}=b^{j-1}} при {\displaystyle j\notin {0...25}},
{\displaystyle d^{0}=b^{31}\oplus q},
{\displaystyle d_{i}^{25}=b_{i}^{24}\oplus b_{i+2mod8}^{31}} для {\displaystyle 0<i<8}
где в режиме «Push» {\displaystyle q} есть входной блок {\displaystyle p}, а в «Pull» — это часть состояния {\displaystyle A}, т. е. 8 его компонент, определяемые как
{\displaystyle q_{i}=a_{i+1}} для {\displaystyle 0<i<8}
Обновление состояния происходит по следующему правилу {\displaystyle \rho }, которое является суперпозицией 4 различных преобразований:
{\displaystyle \rho ={\sigma }+\theta +\pi +\gamma }
где {\displaystyle \theta } — это обратное линейное преобразование, {\displaystyle \gamma } — это, опять же, обратное линейное преобразование, {\displaystyle \pi } — это комбинация циклического сдвига битов слова и перемешивания позиций слов и преобразование {\displaystyle \sigma } — это поразрядное сложение буфера и входного слова.
В данном случае {\displaystyle +} будет определять сумму операций, где сначала выполняется та, что стоит правее.
Теперь можно рассмотреть каждую из этих операций.
{\displaystyle \theta } определяется следующим образом:
{\displaystyle c=\theta (a)\Leftrightarrow c_{i}=a_{i}\oplus a_{i+1}\oplus a_{i+4}} для {\displaystyle i\in {0...17}},
где все индексы берутся по модулю {\displaystyle 17}. Заметим, что обратимость данного преобразования следует из того факта, что {\displaystyle 1\oplus x\oplus x^{4}} является взаимно простым с {\displaystyle 1\oplus x^{17}}.
{\displaystyle \gamma } можно определить как:
{\displaystyle c=\gamma (a)\Leftrightarrow c_{i}=a_{i}\oplus (a_{i+1}OR\neg a_{i+2})} для {\displaystyle i\in {0...17}},
где все индексы берутся по модулю {\displaystyle 17}.
Если для преобразования {\displaystyle \pi } определить, что {\displaystyle t_{k}} есть смещение на {\displaystyle k} позиций от младшего бита к старшему, то:
{\displaystyle c=\pi (a)\Leftrightarrow c_{i}=t_{k}(a_{j})},
причем {\displaystyle j=7i{}{\pmod {17}}}, а {\displaystyle k=i(i+1)/2{\pmod {32}}}
Если для преобразования {\displaystyle \sigma } будет выполняться, что {\displaystyle c=\sigma (a)}, то
{\displaystyle c_{0}=a_{0}\oplus 00000001_{hex}},
{\displaystyle c_{i+1}=a_{i+1}\oplus l_{i}} для {\displaystyle 0\leqslant i<8},
{\displaystyle c_{i+9}=a_{i+9}\oplus b_{i}^{16}} для {\displaystyle 0\leqslant i<8}
В режиме «Push» {\displaystyle l} является входным сообщением {\displaystyle p}, а в «Pull» режиме — {\displaystyle l=b^{4}}.
Выходное слово {\displaystyle z} в «Pull» режиме определяется следующим образом:
{\displaystyle z_{i}=a_{i+9}} {\displaystyle 0\leqslant i<8}.

## «Panama» как хеш-функция
«Panama» как хеш-функция сопоставляет сообщению произвольной длины {\displaystyle M} хеш-результат в 256 бит. При этом хеширование происходит в 2 этапа
- {\displaystyle M} преобразуется в строку {\displaystyle M'} с длиной, которая кратна 256, путем добавления единиц.
- Соответствующая строка {\displaystyle M'} загружается в «Panama».

Можно обозначить {\displaystyle M'} как последовательность из числа {\displaystyle V} входных блоков {\displaystyle p}. Тогда в нулевой момент времени генерируется режим Reset, затем в течение {\displaystyle V} тактов загружаются входные блоки. После этого производится 32 пустых «Pull»-итераций. И затем на 33-ю «Pull»-итерацию возвращается результат хеширования {\displaystyle h}.
Основной задачей разработки хеш-функции «Panama» было нахождение «герметичной» хеш-функции, то есть такой функции, для которой (если результат хеширования состоит из {\displaystyle n} бит):
- для задачи поиска коллизии ожидаемая сложность равна {\displaystyle 2^{n/2}}
- для задачи вычисления образа ожидаемая сложность равна {\displaystyle 2^{n}}
- для задачи вычисления второго образа ожидаемая сложность равна {\displaystyle 2^{n}}

Кроме того, невозможно выявить систематические корреляции между любой линейной комбинацией входных битов и любой линейной комбинацией битов результата хеширования.

## Поиск коллизий
Данная хеш-функция подвергалась успешным атакам дважды. Уже в 2001 году было показано, что данная хеш-функция не является криптостойкой, так как были найдены коллизии за {\displaystyle 2^{82}} операций. Более того, Йоан Даймен показал, что можно найти коллизии уже за {\displaystyle 2^{6}} операций, а для удовлетворения параметрам надежности необходимо, чтобы коллизии находились хотя бы за {\displaystyle 2^{128}} операций.